# Wolfgang Dremmler
Wolfgang Dremmler (* 12. Juli 1954 in Salzgitter) ist ein ehemaliger deutscher Fußballspieler.

## Karriere

### Vereine
Der gelernte Betriebsschlosser spielte in seiner Jugend für TSV Watenstedt, TSV Hallendorf und SV Union Salzgitter, ehe er 1973 zu Eintracht Braunschweig in die Regionalliga Nord wechselte. Ab der Saison 1974/75 begann seine Zeit als Mittelfeldspieler in der Bundesliga, in der er nur für zwei Vereine spielte – von 1974 bis 1979 für Eintracht Braunschweig (138 Spiele – 9 Tore) und von 1979 bis 1986 für den FC Bayern München (172 Spiele – 6 Tore).
Sein Bundesligadebüt gab er am 30. August 1974 (2. Spieltag) bei der 0:2-Niederlage im Auswärtsspiel gegen den 1. FC Kaiserslautern mit Einwechslung für Bernd Gersdorff in der 86. Minute. Mit dem FC Bayern wurde er viermal deutscher Meister (1980, 1981, 1985, 1986) und dreimal DFB-Pokal-Sieger (1982, 1984, 1986).
Am 31. Mai 1984 erzwang er im DFB-Pokalfinale gegen Borussia Mönchengladbach mit seinem Tor in der 83. Minute die Verlängerung. Das Finale konnte der FC Bayern München nach torloser Verlängerung mit 7:6 im Elfmeterschießen für sich entscheiden, wobei Dremmler seinen Elfmeter zum 5:5 verwandelt hatte.
Im mit 1:2 gegen Bayer 05 Uerdingen verlorenen DFB-Pokals 1985 erhielt er in der 48. Minute wegen groben Foulspiels von Schiedsrichter Werner Föckler die Rote Karte gezeigt.

### Nationalmannschaft
Dremmler trug das Nationaltrikot erstmals am 2. September 1975 in Augsburg beim 2:0-Sieg der B-Nationalmannschaft gegen die Auswahlmannschaft Österreichs, als er für Caspar Memering eingewechselt wurde. Es folgten zwei weitere Einsätze in dieser Auswahlmannschaft: am 7. Oktober 1980 in Kerkrade beim 2:1-Sieg gegen die Auswahlmannschaft der Niederlande und am 28. April 1981 in Coimbra beim 2:0-Sieg gegen die Auswahlmannschaft Portugals.
Sein Länderspieldebüt für die A-Nationalmannschaft gab er am 7. Januar 1981 während der Mundialito in Montevideo bei der 1:4-Niederlage gegen die Seleção mit Einwechslung für Manfred Kaltz in der 35. Minute. Mit seinem ersten Länderspieltor in seinem vierten Länderspiel sorgte er am 23. September 1981 in Bochum für das Endergebnis von 7:1 gegen Finnland im fünften Qualifikationsspiel zur Weltmeisterschaft 1982.
Von 1981 bis 1984 absolvierte Dremmler 27 Länderspiele für die A-Nationalmannschaft, wobei die Teilnahme an der Weltmeisterschaft 1982 in Spanien und das Erreichen des zweiten Platzes für ihn den fußballerischen Höhepunkt bedeuteten. Sein letztes Länderspiel bestritt er am 29. Februar 1984 in Brüssel beim 1:0-Sieg gegen die gastgebende belgische Nationalmannschaft.
Vor der EM 1984 verzichtete Dremmler trotz Nominierung durch Nationaltrainer Jupp Derwall freiwillig auf eine Teilnahme an der Europameisterschaft, da er sich  nicht ausreichend fit und für eine Rolle als Ersatzspieler nicht geeignet fühlte. Für Dremmler wurde der junge Mittelfeldspieler Ralf Falkenmayer von Eintracht Frankfurt nachnominiert.

## Nach der aktiven Zeit
1986 beendete er wegen einer Verletzung seine Karriere als Spieler und war danach als Trainer bei verschiedenen Vereinen tätig. Dremmler arbeitete 17 Jahre als Chefscout und Abteilungsleiter Spiele-/Spielerbeobachtung beim FC Bayern München. Sein erster Transfer war Carsten Jancker. Im August 2012 wurde er zum Leiter des Jugendleistungszentrums des Vereins. Nach der Saison 2016/17 ging er in den Ruhestand.

## Erfolge
- Finale im Europapokal der Landesmeister 1981/82
- Deutscher Meister 1979/80, 1980/81, 1984/85, 1985/86
- DFB-Pokal-Sieger 1981/82, 1983/84, 1985/86
- Vizeweltmeister 1982